# علی چینی

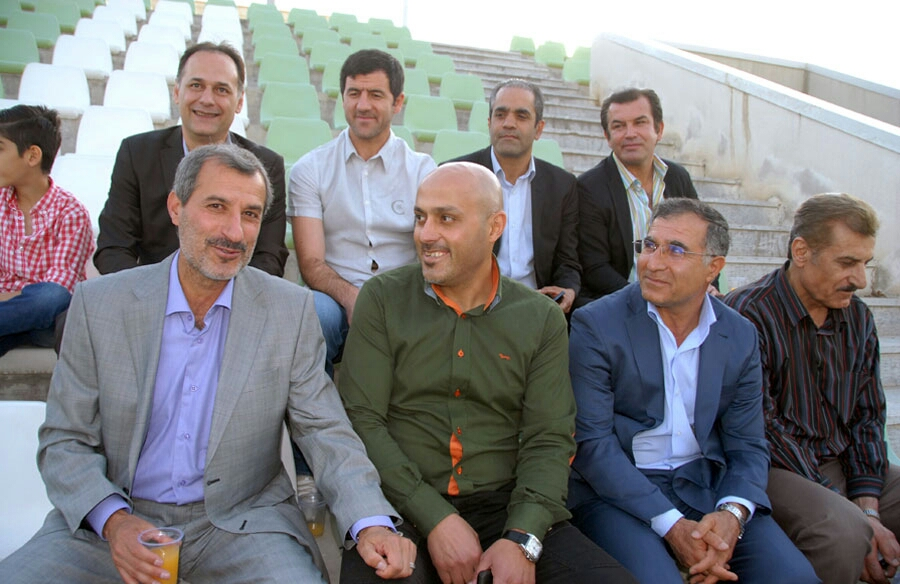
علی چینی (دومین نفر از چپ پایین)

علی چینی (زاده ۱۹ تیر ۱۳۵۵) بازیکن سابق و مربی فوتبال اهل ایران است.
علی چینی تحصیلات خود را تا مقطع دیپلم در رشته حسابداری به پایان رسانده و از سال ۱۳۶۶ در تیم‌های ساحل، شیمیایی رازی، کشاورز تهران، مقاومت بسیج، پیام مقاومت مشهد، استقلال تهران، ذوب آهن اصفهان، استقلال شهرداری رشت، نساجی مازندران و کاوه تهران بازی کرده‌است.
علیرغم بازهای خوب در دوران جوانی خیلی زود بازی علی چینی رو به افول نهاد که شاید دلیل اصلی آن مصدومیت های پیاپی برا این بازیکن خوش اخلاق بود.
از سوابق مربیگری وی می‌توان به سرمربیگری در تیم نونهالان و نوجوانان استقلال، تیم بزرگسالان آسیا ویژن درنا، شموشک نوشهر و امید استقلال اشاره کرد. وی مربی و دستیار باشگاه استقلال تهران در زمان سرمربی گری علیرضا منصوریان بود.

## افتخارات
باشگاه فوتبال استقلال تهران
به عنوان بازیکن
قهرمان ایران لیگ فوتبال ایران ۱۳۷۶
نایب قهرمان آسیا جام باشگاه‌های آسیا ۱۹۹۹
نایب  قهرمان ایران لیگ فوتبال ایران  ۷۸–۱۳۷۷
نایب قهرمان ایران جام حذفی فوتبال ایران ۷۸–۱۳۷۷
قهرمان جام خزر ۱۳۷۶
به عنوان مربی
نایب قهرمان ایران لیگ برتر فوتبال ایران ۹۶–۱۳۹۵